# Лілі Ельбе

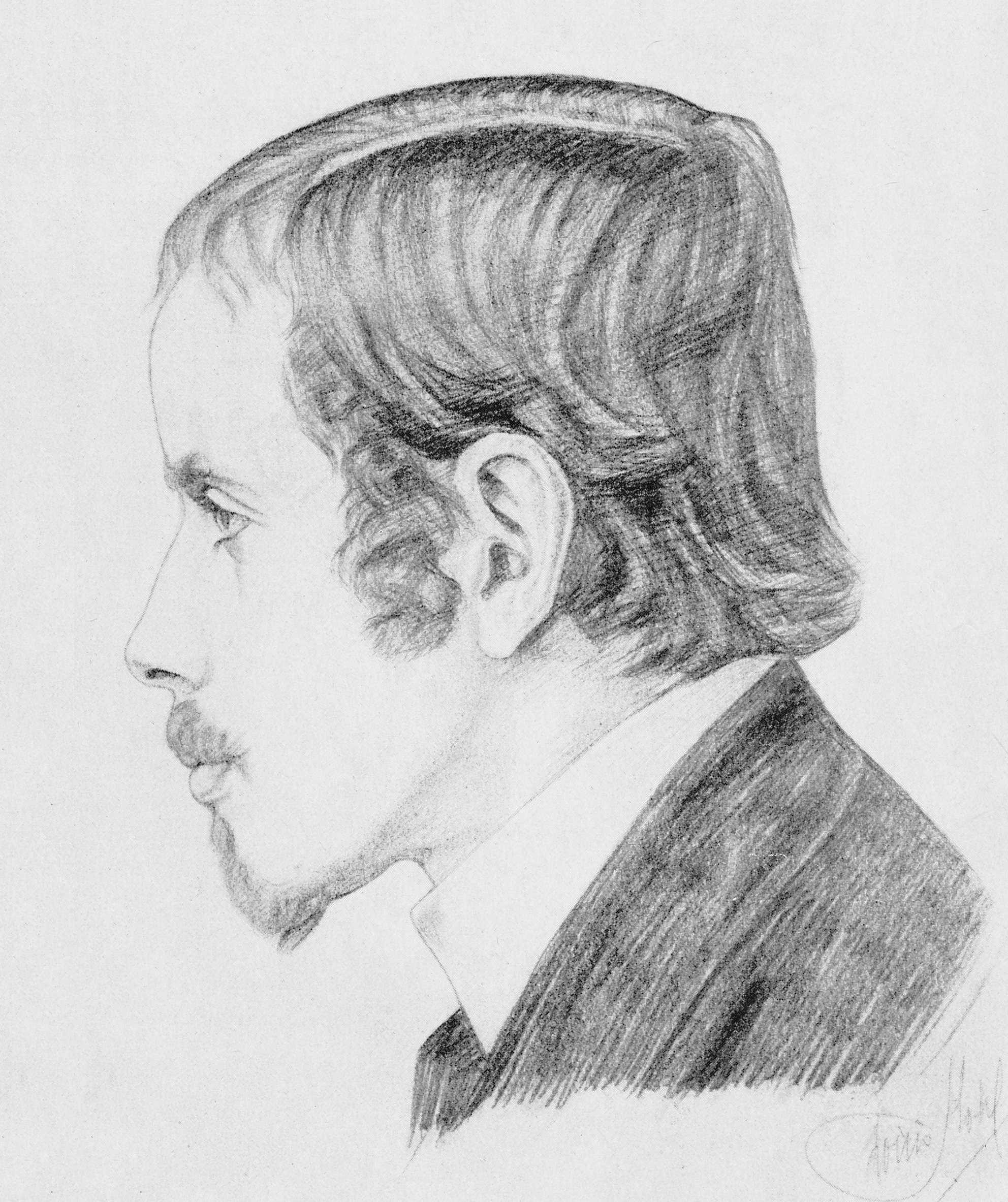
Ейнар Вегенер. Автопортрет, 1920

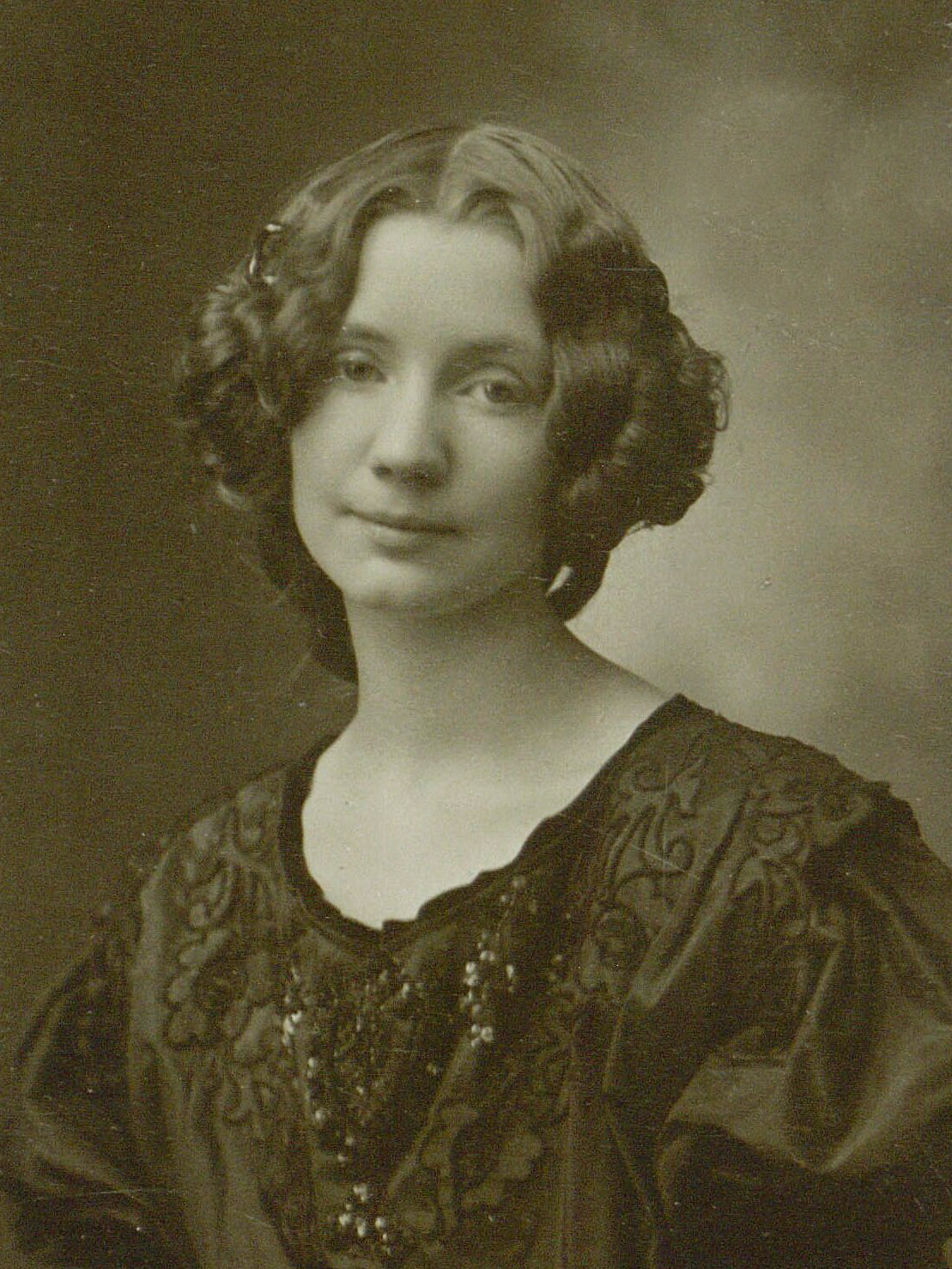
Герда Готтліб, 1904

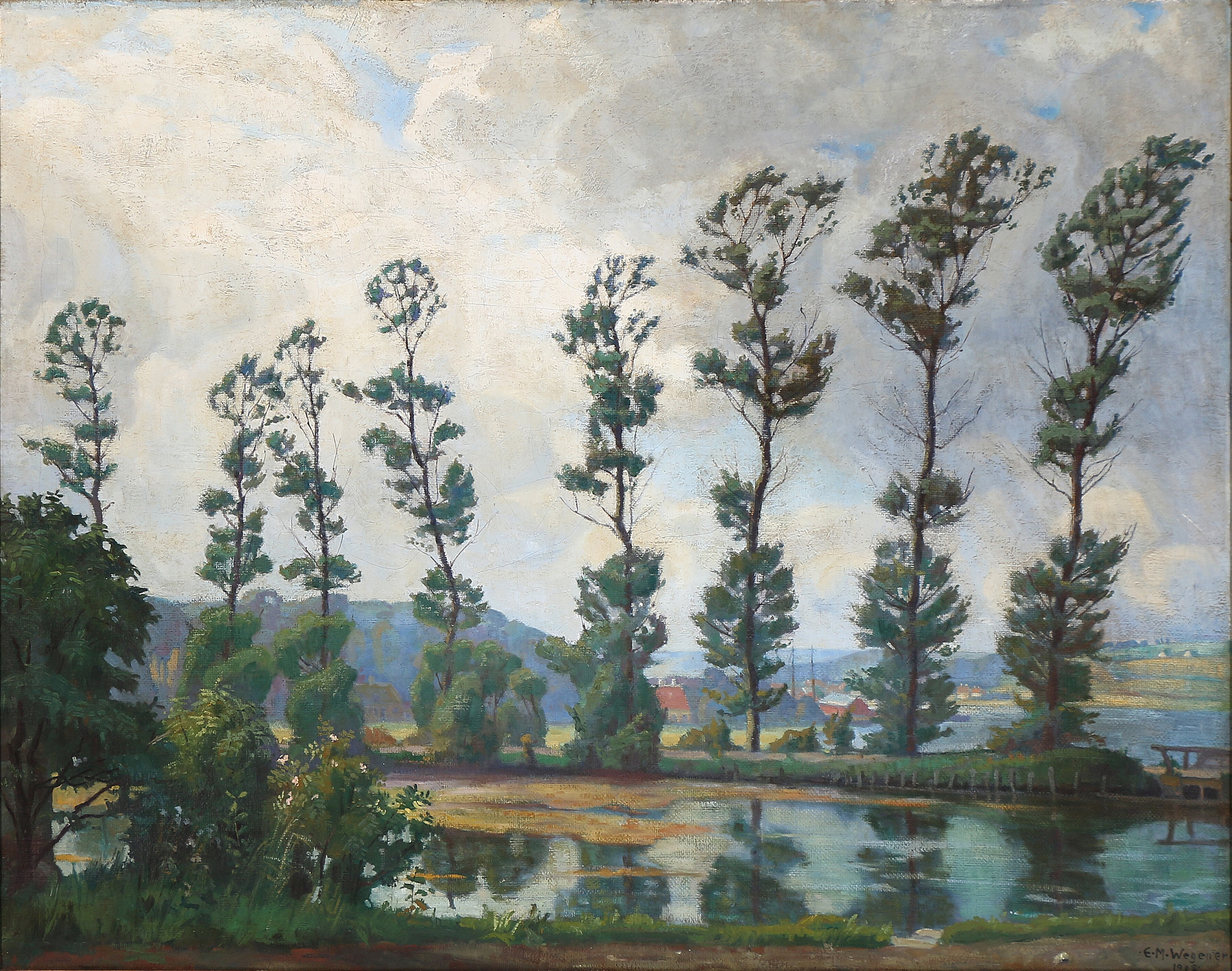
Тополі уздовж фйорду Хабро, 1908 — приклад пейзажів Ейнара

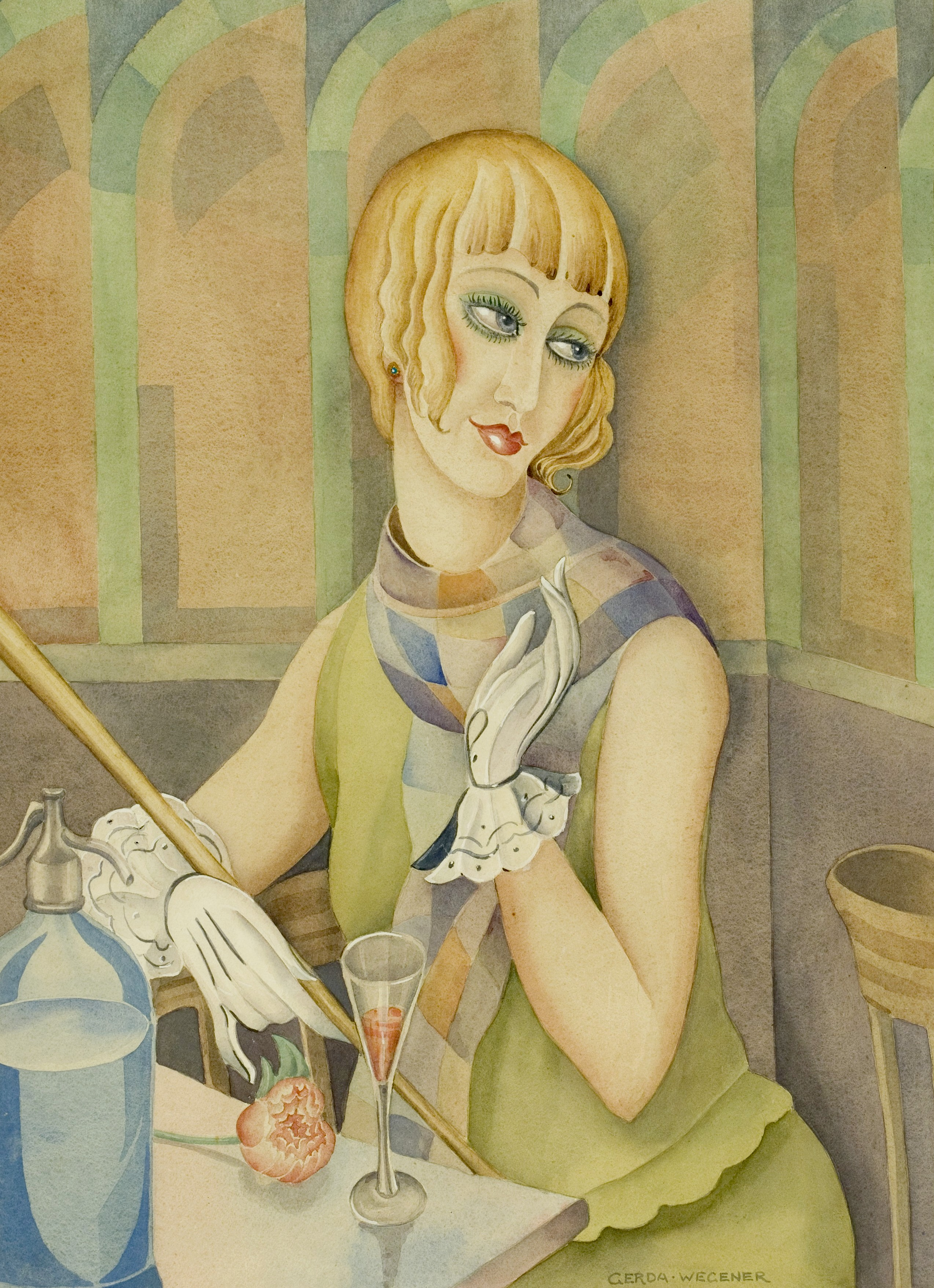
Лілі на малюнку Герди Готліб

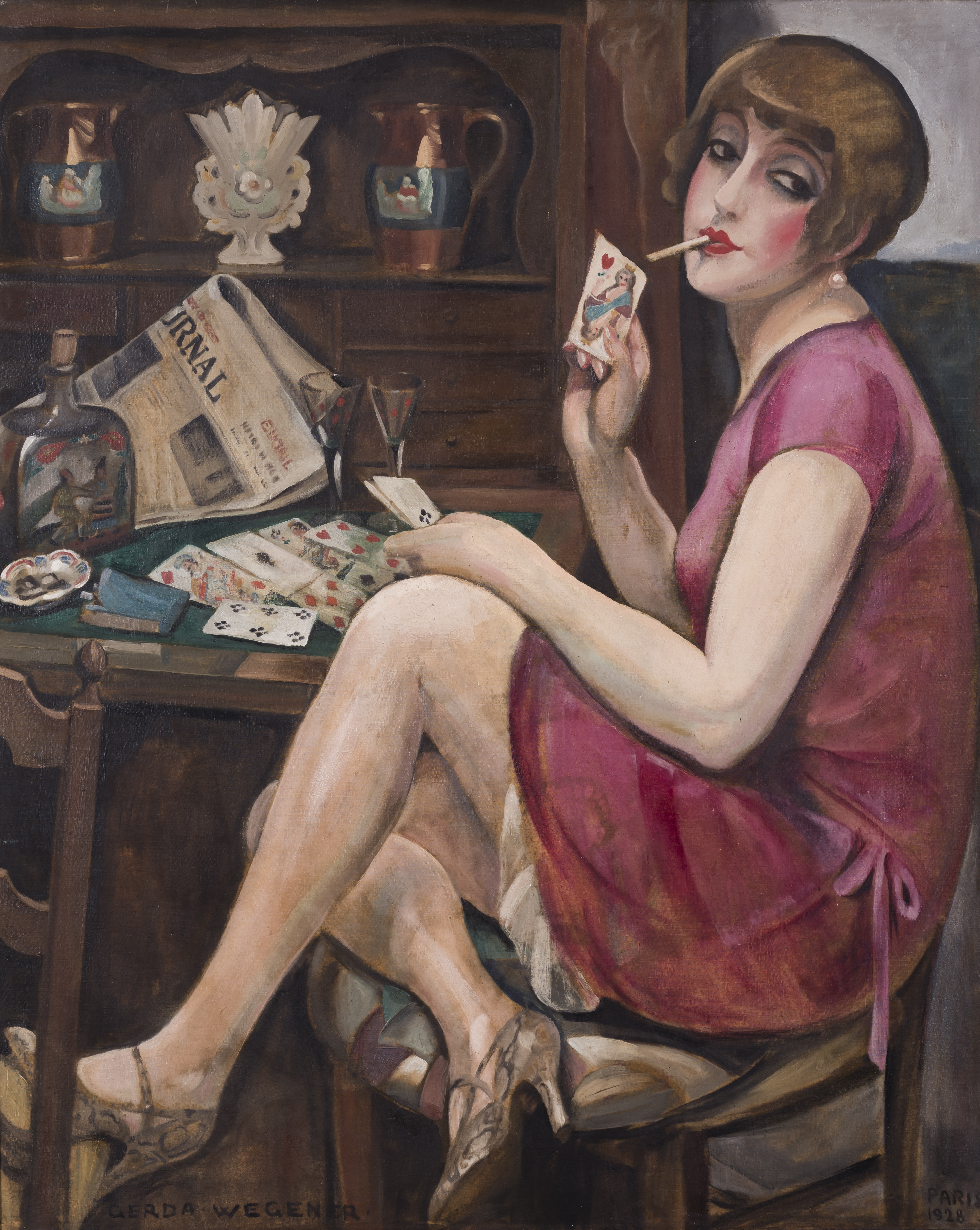
Лілі на малюнку Герди Готліб

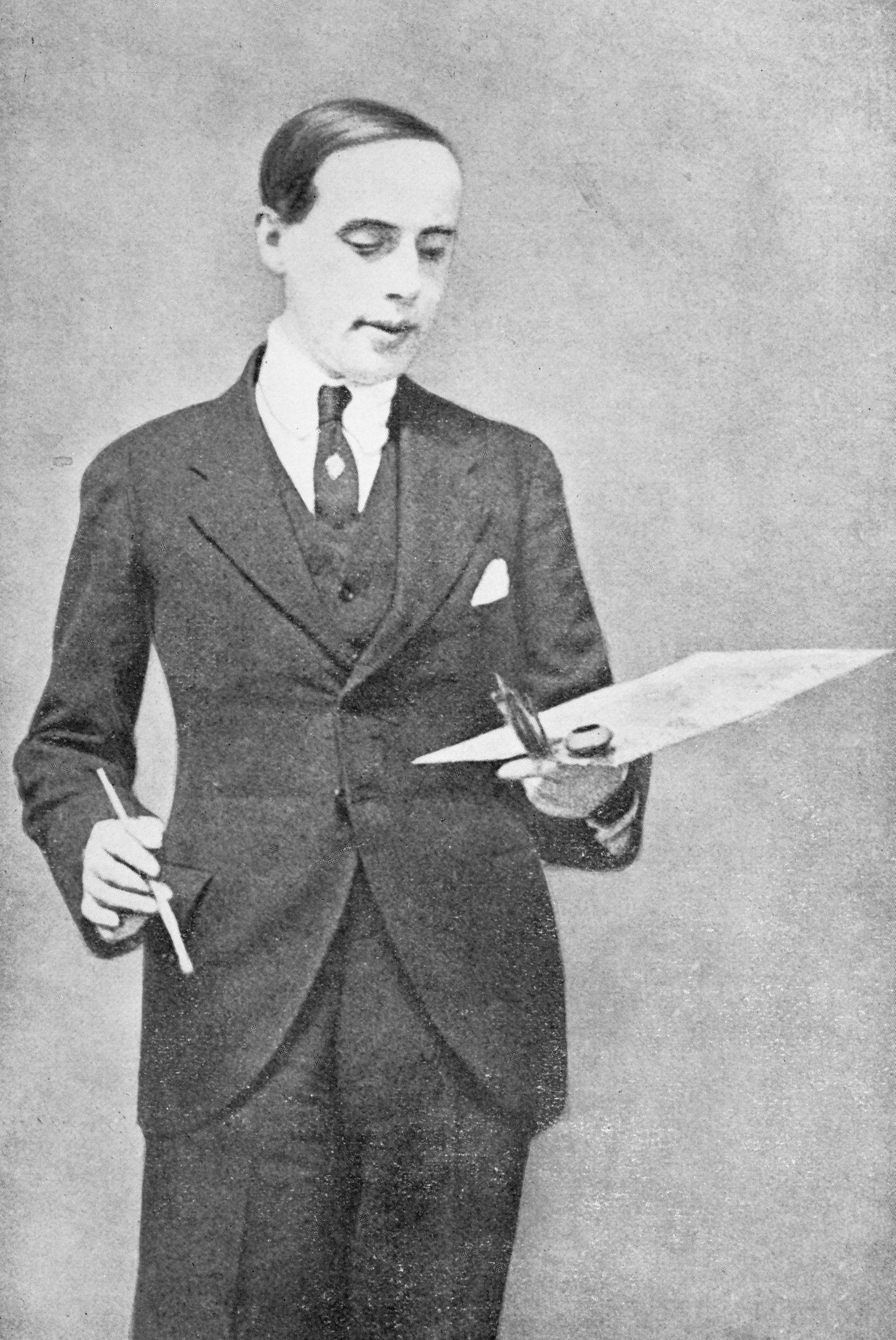
Лілі Ельбе, 1929

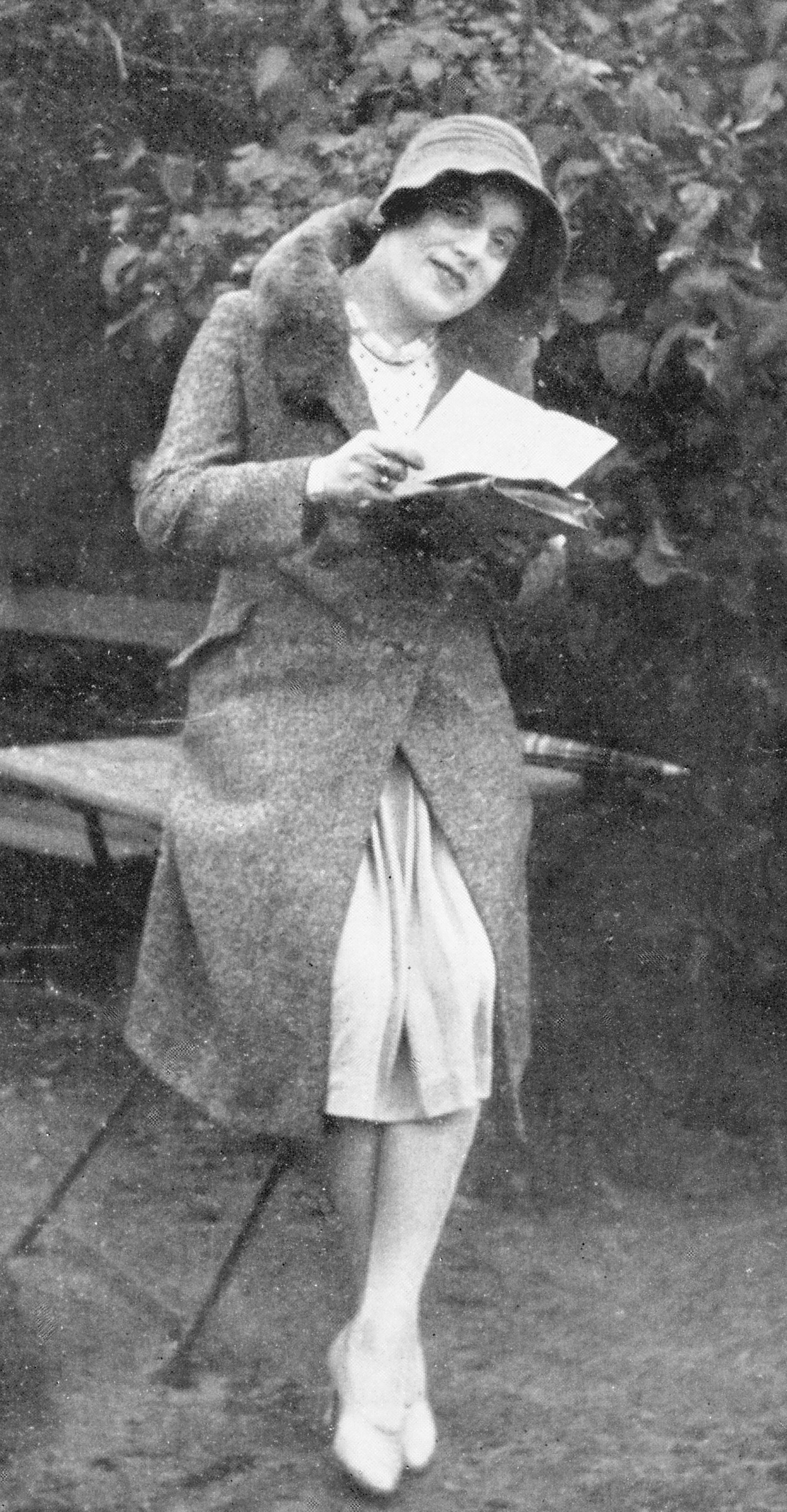
Лілі Ельбе, 1930

Лілі Ельбе (18 грудня 1882, Вайле, Данія — 13 вересня 1931, Дрезден, Німеччина) — данська художниця-трансгендерка. Вона стала другою офіційно зареєстрованою особою, після Дори (Рудольфа) Ріхтер (1891—1933), що пройшла операцію з хірургічної корекції статі. Спочатку Ельбе — уроджена Ейнар Магнус Андреас Вегенер — була відомою данською художницею-пейзажисткою, яка із часом почала представлятися як Лілі, і широкій публіці стала відома як «сестра Ейнара». Після операції з хірургічної корекції статі офіційне ім'я було змінене на Лілі Ільзе Ельвернес (Ельбе), також після операції жінка припинила займатися живописом.

## Життєпис
Іноді роком народження Ельбе називається 1886 — ці дані походять із книги про неї, в якій ряд фактів змінений з метою захисту особистого життя. Ймовірнішим є припущення, що вона народилась в 1882 році. На це, зокрема, вказує те, що в 1904 році вона вступила у шлюб. Є припущення, що Ельбе була інтерсексуальна.
Зі своєю дружиною, Гердою Готліб, Ельбе познайомилася під час навчання в Данській королівській академії витончених мистецтв. Вона теж навчалася на художницю, вивчаючи створення ілюстрацій для книг та журналів моди. Вони багато подорожують і в 1912 році переїздять до Парижу, де в Лілі з'являється можливість жити життям жінки.
Ельбе почала носити жіночий одяг, коли одного разу на роботу не з'явилася натурниця Герди Готліб, і вона попросила чоловіка надягти панчохи і туфлі на підборах, щоб мати можливість писати його ноги замість ніг відсутньої моделі. Лілі відчула себе несподівано комфортно в жіночому одязі. Згодом Готліб прославилася своїми малюнками красунь з гіпнотичними мигдалеподібними очима, одягнених у шикарні вбрання. У 1913 році вона шокувала публіку визнанням, що моделлю, яка надихнула її на зображення цих картин, насправді була її чоловіком.
У 1920-1930-х часто з'являється в жіночому образі на офіційних прийомах та святах у своєму будинку, відвідує карнавали та світські події в місті. Герда Готліб представляла її як свою сестру.
У 1930 Лілі приїхала у Веймар для операції з хірургічної корекції статі, яка в той час була експериментальною. Протягом двох років було проведено чотири операції. Перша з них, видалення тестикул, була здійснена під наглядом М. Гіршфельда в Інституті сексології в Берліні. Решта операцій були виконані К. Варнекросом, доктором Дрезденської муніципальної жіночої лікарні. Друга операція передбачала імплантацію яєчника, третя — видалення пенісу та мошонки, четверта — пересадку матки. На той час випадок Ельбі став сенсацією в данських і німецьких газетах. У 1930 році данський суд визнав шлюб Лілі і Герди недійсним, Ельбе вдалося легально змінити стать та ім'я і отримати паспорт на ім'я Лілі Ільзе Ельвенес. Вона припинила займатися живописом, уважаючи це частиною своєї колишньої ідентичності.
Після офіційного розірвання шлюбу вона повернулася в Дрезден для заключної операції. Вона почала зустрічатись із французьким художником Клодом Леженом та хотіла народити від нього дитину. Для цього у червні 1931 року Лілі було проведено операцію, метою якої було вживляння матки. Ельбе померла через відторгнення організмом пересадженої матки 13 вересня в віці 48 років.
Ельбе була похована у Дрездені. У 1960-х роках її могила була зруйнована. У квітні 2016 року компанія Focus Features, що зняла фільм «Дівчина з Данії», відновила її надгробок.
Герда Готліб після розлучення вийшла заміж за офіцера італійської армії Фернандо Порта, котрий витратив усі її заощадження. Проживши з ним кілька років у Марракеші та Касабланці, вона розлучилася в 1936 році і заміж більше не виходила. Дітей у неї не було. Герда повернулася в Данію, стала зловживати алкоголем і в 1940 році померла в злиднях.

## В мистецтві
У 1933 році вийшла друком автобіографічна книга під редакцією Нільса Хойєра «Man into Woman: The First Sex Change»
У 2000 році вийшов роман «Дівчина з Данії» Давіда Еберсхофа, на основі якого у 2015 році було знято однойменний фільм. Він отримав спеціальну нагороду для фільмів про гомосексуальність — «Блакитний лев» (Квір-лев) на Венеційському кінофестивалі, а Алісія Вікандер здобула премію «Оскар» за найкращу жіночу роль другого плану (Герда Готліб).
На кінофестивалі MIX COPENHAGEN вручається нагорода «Лілі»